# Bill Melton
Bill Melton (Gulfport, Mississippi; 7 de julio de 1945 – Phoenix, Arizona; 5 de diciembre de 2024) fue un beisbolista y comentarista deportivo estadounidense que jugó diez temporadas con tres equipos en la MLB en la posición de tercera base, fue una vez líder en cuadrangulares y tuvo una aparición en el Juego de las Estrellas.

## Carrera
Melton firmó un contrato de ligas menores directamente desde la preparatoria antes de 1964 con los Chicago White Sox como parte del equipo de novatos Sarasota White Sox. En 1965 jugó para el equipo de la A-League Sarasota Sun Sox, donde Melton mostró avances dentro del sistema de ligas de los White Sox, donde luego jugó para otro equipo de la A-League, los Fox Cities Foxes, luego con el equipo de AA Evansville White Sox, y después con el equipo de AAA Hawaii Islanders (además de los Syracuse Chiefs cuando fue prestado a la organización de los New York Yankees). En su estancia en ligas menores mostró un aspecto constante:gran bateo y mala defensa.
Melton debutó en la MLB el 4 de mayo de 1968 y fue el tercera base titular de los White Sox por los siguientes siete años. Fue el líder en cuadrangulares del equipo en 1969 con 23 y en 1970 con 33. En 1971 Melton tuvo su mejor temporadas, donde fue all-star y líder de la American League con 33 cuadrangulares, siendo el primer jugador de los White Sox en ser líder de la liga en ese departamento. La producción de Melton bajó en 1972 donde ser perdió la mayor parte de la temporada a causa de dos hernias en el disco tras un accidente con su hijo en su garaje. La lesión provocó que su poder de bateo bajara t apensa bateó 21 cuadrangulares en ese año. Antes de sus problemas de espalda, Melton era un jugador popular, pero a causa de su lesión de espalda, pasó a ser el blanco de los aficionados y la prensa. Nunca fue un buen jugador a la defensiva, ya que tenía alrededor de tres o cuatro errores defensivos por temporadaexcepto ensu año de novato y en el año de su lesión de espalda en 1972, al punto de que Melton lideró la liga con 24 errores en 1974 y 26 en 1975.
Después fue junto a Steve Dunning de los White Sox a los California Angels por Jim Spencer y Morris Nettles el 11 de diciembre de 1975. La idea era ser bateador designado, y Melton fue el segundo bateador derecho de poder que consiguieron los Angels en la temporada baja junto a Bobby Bonds. Su producción ofensiva bajó a un promedio de bateo de .208 con 6 cuadrangulares en 118 partidos y tuvo problemas con el mánager Dick Williams. Antes de la temporada de 1976 fue cambiado a los Cleveland Indians por un jugador a nombrar más tarde, el cual fue el lanzador relevista Stan Perzanowski) además de dinero. Luego de tener actividad en solo 50 partidos con los Indians en 1977 donde su promedio de bateo fue solo de .241 sin cuadrangulares, se retiró a la siguiente temporada. A nivel de béisbol invernal jugó para las Águilas del Zulia de Venezuela.
Melton jugó 1144 partidos en 10 temporadas, donde su promedio de bateo fue de .253 (1004 hits en 3971 turnos) con 496 carreras anotadas, 162 dobles, 9 triples, 160 cuadrangulares, 591 carreras impulsadas, 479 bases por bola, 669 ponches, promedio de embase de .337 y .419 de slugging. Su promedio defensivo fue de .956 como tercera base, aunque también jugó de primera base y de outfielder.

## Tras el retiro
Al retirarse como beisbolista pasó a fabricar patinetas junto a su padre para luego trabajar en bienes raíces. Después Melton pasó a trabajar en relaciones comunitarias para los White Sox en 1992. En 1998 Melton pasó a trabajar para WGN como analista de los partidos de los White Sox. En 2005 fue contratado por Comcast SportsNet Chicago en un puesto parecido.
Hasta 1987 Melton fue el líder histórico en cuadrangulares de los White Sox luego de que fuera superado por Harold Baines, y luego superado por Carlton Fisk en 1990. Fisk luego fue superado por Frank Thomas. Al momento de su muerte era el octavo lugar en la lista histórica de cuadrangulares de los White Sox y el décimo lugar histórico en ponches recibidos.
Melton murió el 5 de diciembre de 2024 en Phoenix, Arizona a causa de una breve enfermedad a los 79 años.